# 羽畑公貴
羽畑 公貴（はばた こうき、1983年7月22日 - ）は、和歌山県出身のサッカー選手、サッカー指導者。現役時代のポジションはフォワード。

## 来歴
高校2年生だった2000年途中に和歌山県の国際開洋第二高等学校からガンバ大阪ユースに移り、同年のJユースカップ優勝に貢献した。
2002年にG大阪のトップチームに昇格。同年8月7日、Jリーグ ディビジョン1 1stステージ第13節東京ヴェルディ1969戦にて途中出場によってJリーグ公式戦初出場。2002年のJサテライトリーグでは10試合に出場して11ゴールをあげた。2004年、サガン鳥栖へ期限付き移籍。開幕戦に先発起用される など22試合に出場して4ゴールを記録した。
静岡FC、近大和歌山FC を経て、2007年からは地元和歌山に誕生したJリーグ入りを目指すアルテリーヴォ和歌山に入団。2008年10月には元ガンバ大阪の森岡茂が監督をする大阪府社会人リーグ1部FC大阪にレンタル移籍。2009年5月、FC大阪と再契約、同年の大阪府リーグ1部得点王を獲得。
2018年以降は母校の和歌山南陵高等学校（国際開洋第二高等学校から改称）サッカー部の監督を務めた。
2021年1月、サッカースクール「グランディール」を創設し代表と監督を務めている。

## 所属クラブ
ユース経歴
- 粉河スポーツ少年団
- 1996年 - 1998年 粉河中学校
- 1999年 - 2000年10月 国際開洋第二高等学校
- 2000年11月 - 2001年 ガンバ大阪ユース（向陽台高等学校）

シニア経歴
- 2002年 - 2004年 ガンバ大阪
  - 2004年 サガン鳥栖（期限付き移籍）
- 2005年 静岡FC
- 2006年 近大和歌山FC
- 2007年 - 2008年 アルテリーヴォ和歌山
  - 2008年10月 - 2008年12月 FC大阪 (期限付き移籍)
- 2009年 FC大阪
- 2012年 バッジーナ大阪FC[14]

## 個人成績
| 国内大会個人成績 | 国内大会個人成績 | 国内大会個人成績 | 国内大会個人成績 | 国内大会個人成績 | 国内大会個人成績 | 国内大会個人成績 | 国内大会個人成績 | 国内大会個人成績 | 国内大会個人成績 | 国内大会個人成績 | 国内大会個人成績 |
| 年度             | クラブ           | 背番号           | リーグ           | リーグ戦         | リーグ戦         | リーグ杯         | リーグ杯         | オープン杯       | オープン杯       | 期間通算         | 期間通算         |
| 年度             | クラブ           | 背番号           | リーグ           | 出場             | 得点             | 出場             | 得点             | 出場             | 得点             | 出場             | 得点             |
| 日本             | 日本             | 日本             | 日本             | リーグ戦         | リーグ戦         | リーグ杯         | リーグ杯         | 天皇杯           | 天皇杯           | 期間通算         | 期間通算         |
| ---------------- | ---------------- | ---------------- | ---------------- | ---------------- | ---------------- | ---------------- | ---------------- | ---------------- | ---------------- | ---------------- | ---------------- |
| 2002             | G大阪            | 20               | J1               | 2                | 0                | 0                | 0                | 0                | 0                | 2                | 0                |
| 2003             | G大阪            | 20               | J1               | 0                | 0                | 0                | 0                | 0                | 0                | 0                | 0                |
| 2004             | 鳥栖             | 20               | J2               | 22               | 4                | -                | -                | 0                | 0                | 22               | 4                |
| 2005             | 静岡             |                  | 東海1部          |                  |                  | -                | -                |                  |                  |                  |                  |
| 2006             | 近大和歌山       |                  | 和歌山県1部      |                  |                  | -                | -                | -                | -                |                  |                  |
| 2007             | 和歌山           | 20               | -                | -                | -                | -                | -                | -                | -                | 0                | 0                |
| 2008             | 和歌山           | 20               | 和歌山県3部      |                  |                  | -                | -                | -                | -                |                  |                  |
| 2008             | FC大阪           | 20               | 大阪府1部        |                  |                  | -                | -                | -                | -                |                  |                  |
| 2009             | FC大阪           | 20               | 大阪府1部        |                  |                  | -                | -                | -                | -                |                  |                  |
| 2012             | B大阪            |                  | 大阪府1部        |                  |                  | -                | -                | -                | -                |                  |                  |
| 通算             | 日本             | 日本             | J1               | 2                | 0                | 0                | 0                | 0                | 0                | 2                | 0                |
| 通算             | 日本             | 日本             | J2               | 22               | 4                | -                | -                | 0                | 0                | 22               | 4                |
| 通算             | 日本             | 日本             | 東海1部          |                  |                  | -                | -                |                  |                  |                  |                  |
| 通算             | 日本             | 日本             | 大阪府1部        |                  |                  | -                | -                |                  |                  |                  |                  |
| 通算             | 日本             | 日本             | 和歌山県1部      |                  |                  | -                | -                |                  |                  |                  |                  |
| 通算             | 日本             | 日本             | 和歌山県3部      |                  |                  | -                | -                |                  |                  |                  |                  |
| 総通算           | 総通算           | 総通算           | 総通算           |                  |                  | 0                | 0                |                  |                  |                  |                  |

## タイトル

### クラブ
ガンバ大阪ユース
- Jユースカップ：1回（2000年）

アルテリーヴォ和歌山
- 和歌山県サッカーリーグ3部 優勝（2008年）

## 代表歴
- U-16日本代表候補

## 指導歴
- 2018年 - 和歌山南陵高校 監督
- 2021年 - グランディール 監督